# Túnel San Cristóbal
El túnel San Cristóbal, también llamado túnel El Salto-Kennedy o variante Vespucio-El Salto-Kennedy, consiste en un sistema de dos túneles carreteros paralelos que cruzan en sentido norte-sur el Parque Metropolitano de Santiago de Chile, conectando las comunas de Providencia y Huechuraba. Se puede recorrer en un tiempo de entre 3 y 5 minutos, lo que facilita el desplazamiento de los santiaguinos en automóvil al optimizar los viajes dentro de la capital. El Túnel que descarga hacia el norte en Huechuraba lo hace en autopista Vespucio Norte Express, conectándose con la bajada de La Pirámide. La descarga hacia la zona oriente, por su parte, se hará en dos sentidos, uno hacia el Eje Kennedy de la autopista Costanera Norte y otro por avenida El Cerro, evitando así la subida de La Pirámide, que hoy se ve colapsada.
La concesión, que representó una inversión de 70 millones de dólares, contempló la construcción de obras de vialidad superficial para la conexión directa entre el norte y oriente de Santiago. Ambos túneles unidireccionales cuentan con equipamiento de seguridad del más alto estándar, con dos pistas de 3,5 metros por dirección. La obra vial, que atraviesa tres comunas del Gran Santiago (Huechuraba, Recoleta y Providencia), contempla también servicios al usuario, tales como  vehículos y teléfonos de emergencia, grúas, cámaras con sistema de circuito cerrado, monitoreo de tráfico, detección de accidentes, vías de evacuación (8 galerías, 7 peatonales y 1 vehicular), sistemas de señalización variable, ventilación y detección de incendios, entre otros.
El túnel San Cristóbal opera bajo el sistema de free flow (cobro remoto de peaje), lo que implica que quienes accedan al Túnel deberán contar con su respectivo Televía. 
El Túnel, en realidad, atraviesa el Cerro Tupahue y no el San Cristóbal, pero suele denominarse popularmente de esta forma a todo el Parque Metropolitano de Santiago, por lo que se utilizó el mismo nombre para el túnel.

## Concesión
La obra fue adjudicada a la Sociedad Concesionaria Túnel San Cristóbal S.A., conformada por el Grupo ACS de España y HOCHTIEF de Alemania (que con 125 años de historia, es la empresa constructora alemana más importante y la tercera a nivel mundial).

## Medidas de mitigación
El año 2004, el proyecto se adjudicó sin el diseño de los accesos y salidas y, por ende, sin haber estudiado su integración con la vialidad circundante, por lo que, desde sus comienzos, ha generado polémicas en el barrio Pedro de Valdivia Norte, debido a que, según sus vecinos, el sector no cuenta con la infraestructura adecuada para recibir entre 30.000 y 44.000 vehículos que circularán a diario bajo el parque Metropolitano. Y al número de automóviles que se calcula descargarán por las avenidas El Cerro y Kennedy, deberá sumarse la gran congestión existente en horario punta en la Rotonda Pérez Zujovic y avenida Andrés Bello que, además, se incrementará por los proyectos inmobiliarios en Santa Rosa de Las Condes y en el mall Costanera Center.
A fines de 2006, se concluyó que los accesos propuesto por la concesionaria en marzo de ese año, generarían un caos en Santiago Oriente y, por tanto, se definió un conjunto complementario de proyectos cuyos estudios de ingeniería debían iniciarse de inmediato. En particular, se propuso construir, bordeando el Mapocho, la Costanera Sur, dando continuidad a las avenidas Monseñor Escrivá de Balaguer y Bicentenario; eliminar parcialmente la Rotonda Pérez Zujovic, para dar continuidad a avenida Vitacura; rediseñar la salida hacia Avenida El Cerro para evitar la expropiación de viviendas; ensanchar la avenida El Cerro; construir dos puentes sobre el Río Mapocho, uno de ellos que prolongue hasta Andrés Bello la avenida El Cerro, frente al proyecto Costanera Center de Cencosud; extender la Línea 4 del Metro de Santiago hasta el Costanera Center con una nueva estación al interior de su edificio, para evitar que los peatones que se bajan del Metro interrumpan el tránsito de vehículos por avenida Apoquindo, y facilitar que más gente del oriente use el transporte público; permitir el viraje de avenida El Cerro Los Conquistadores sin semáforo; privilegiar la conexión del Túnel con Lo Saldes y Kennedy, antes que la conexión hacia avenida El Cerro], para reducir la congestión en esta arteria; y desarrollar una nueva conexión expresa entre Providencia Surponiente y el Túnel, para descongestionar Andrés Bello y El Cerro. Los vecinos de Pedro de Valdivia Norte alegaron, entonces, al verse perjudicados por las faenas en la aenida El Cerro.
El Ministro de Obras Públicas de Chile, Sergio Bitar, señaló:

Ésta es una obra que nos permite ir mejorando el servicio, lo vamos ir haciendo poco a poco, porque faltan obras complementarias (…) En octubre, dos nuevas que conectan un puente sobre el Mapocho y luego la avenida El Cerro. Entonces se va a tener un acceso de norte a sur ya mejorado. Y luego, en enero calculamos tener ya una conexión temporal sobre Lo Saldes para conectarse con los puentes hacia Huechuraba. Y en abril, un segundo puente que está construyendo el centro inmobiliario que está en la zona (…) Hemos cerrado (…) un acuerdo con otra empresa (Titanium) que va a comenzar la construcción de un pedazo de Costanera Sur (…) y que ya cedió sus terrenos como parte de la mitigación.
Sergio Bitar, Prensa MOP, viernes 4 de julio de 2008

La ubicación original del acceso norte también fue modificada para evitar las molestias que los ruidos iban a provocar a los vecinos del barrio El Salto, ya que la vía de entrada al Túnel pasaba por el área. El cambio de ruta tuvo, además, un gran beneficio ambiental, porque evitó intervenir cinco hectáreas vírgenes del parque Metropolitano de Santiago.

## Comienzo de operaciones
El 21 de junio de 2008 era la fecha en que por contrato debía ser inaugurado el Túnel San Cristóbal. Luego, se aplazó para el primer trimestre de 2009. Esto se debió básicamente al retraso en la construcción de la infraestructura de mitigación necesaria para conducir el flujo vehicular que descargará hacia el sector oriente. Aplazar su apertura pareció ser la decisión más lógica si se quería evitar un desastre de proporciones por colapso vial.
Con el cambio de Gabinete a principios de 2008, el Ministerio de Obras Públicas (MOP) despidió a Eduardo Bitrán y recibió a Sergio Bitar, quien dijo, a pocos días de asumir, que el Túnel estaría listo en julio de ese mismo año, descartando así que los problemas de conectividad demorarían su entrega. Sin embargo, el 20 de junio, el día antes a la fecha original de la apertura, el MOP rechazó el inicio de su funcionamiento, informando que la concesión contaba con una serie de observaciones que impedían su apertura.
Ese tema fue superado los primeros días del mes siguiente y, finalmente, el viernes 4 de julio de 2008, Bitar encabezó la inauguración que dio inicio a la entrada en operación del nuevo Túnel San Cristóbal. La ceremonia fue fijada para las 10:00 UTC-4 y tuvo lugar bajo el Parque Metropolitano, al interior del Túnel. Según fuentes del MOP, esta ubicación fue solicitada para controlar el riesgo de manifestaciones. El acto fue bastante espectacular ya que incluyó audio, video e iluminación a nivel de grandes eventos artísticos. La obra estuvo habilitada para la circulación de vehículos a partir de las 21:00 UTC-4. Como aún no están terminadas las obras de ensanche de avenida El Cerro para darle conectividad hacia la ribera sur del Mapocho, sólo se transitará en sentido sur-norte, desde la zona de Providencia (por el sector de avenida el Cerro) hacia Huechuraba, y en horarios de baja congestión (de lunes a viernes desde las 10:00 hasta las 17:00, y entre las 21:00 y las 07:30 del día siguiente; y los fines de semana desde las 21:00 del viernes hasta las 07:30 del lunes, todas horas UTC-4) lo que fue comparado con la demora de una década del gobierno inglés en completar la infraestructura para trenes de alta velocidad en su lado el túnel bajo el canal de la Mancha. Estas restricciones inciden en los ingresos de la empresa a cargo, ya que de los más 30 mil automóviles que deberían usar la ruta en condiciones normales de operación (con los dos Túneles en funcionamiento), sólo circularán cerca de cinco mil usuarios. Esto implicó pagar indemnizaciones al concesionario.
Algo digno de destacar es que la empresa Túnel San Cristóbal S.A. donó todos los ingresos procedentes de la recaudación del fin de semana de la inauguración a una escuela que apadrinó en la comuna de Huechuraba.
En noviembre de 2008, al terminar las obras que permitirán la circulación de vehículos desde el norte a Providencia, la concesionaria aseguró que estaba lista para abrir el Túnel en ambos sentidos. De todas maneras, las autoridades prefirieron esperar los resultados de un estudio de tránsito, por lo que la empresa deberá ser indemnizada.

## Fases pendientes
En una segunda fase, y de acuerdo al monitoreo de flujos de la primera etapa, podrá usarse el mismo sentido sureste sin restricción horaria.
En una tercera fase, sujeta a la ejecución de una pista de viraje en la salida del Túnel con Los Conquistadores, entrará en operación sólo una pista en el sentido norte-sur (desde El Salto a Los Conquistadores), con las mismas restricciones y horarios establecidos en la primera fase que comenzó con la puesta en servicio de la obra.
Con el propósito de mitigar los posibles efectos del tránsito restringido en horario y sentido, se implementarán una serie de medidas que orienten a los futuros usuarios de esta obra: señalización informativa en los lugares de aproximación a la zona, indicando los horarios de funcionamiento; y monitoreo de los tiempos de semáforos y las condiciones del flujo del tránsito en el Túnel y sus aproximaciones.
La operación normal del Túnel San Cristóbal, según algunos sitios de Internet, estará sujeta al término de las obras de ampliación de avenida El Cerro, entre Los Conquistadores y avenida Santa María, y del nuevo puente sobre el río Mapocho, frente a la calle Tajamar, lo que se estima ocurrirá durante octubre. Otros artículos mencionan que las restricciones durarán hasta que esté lista la Costanera Sur.